# Danta di Cadore

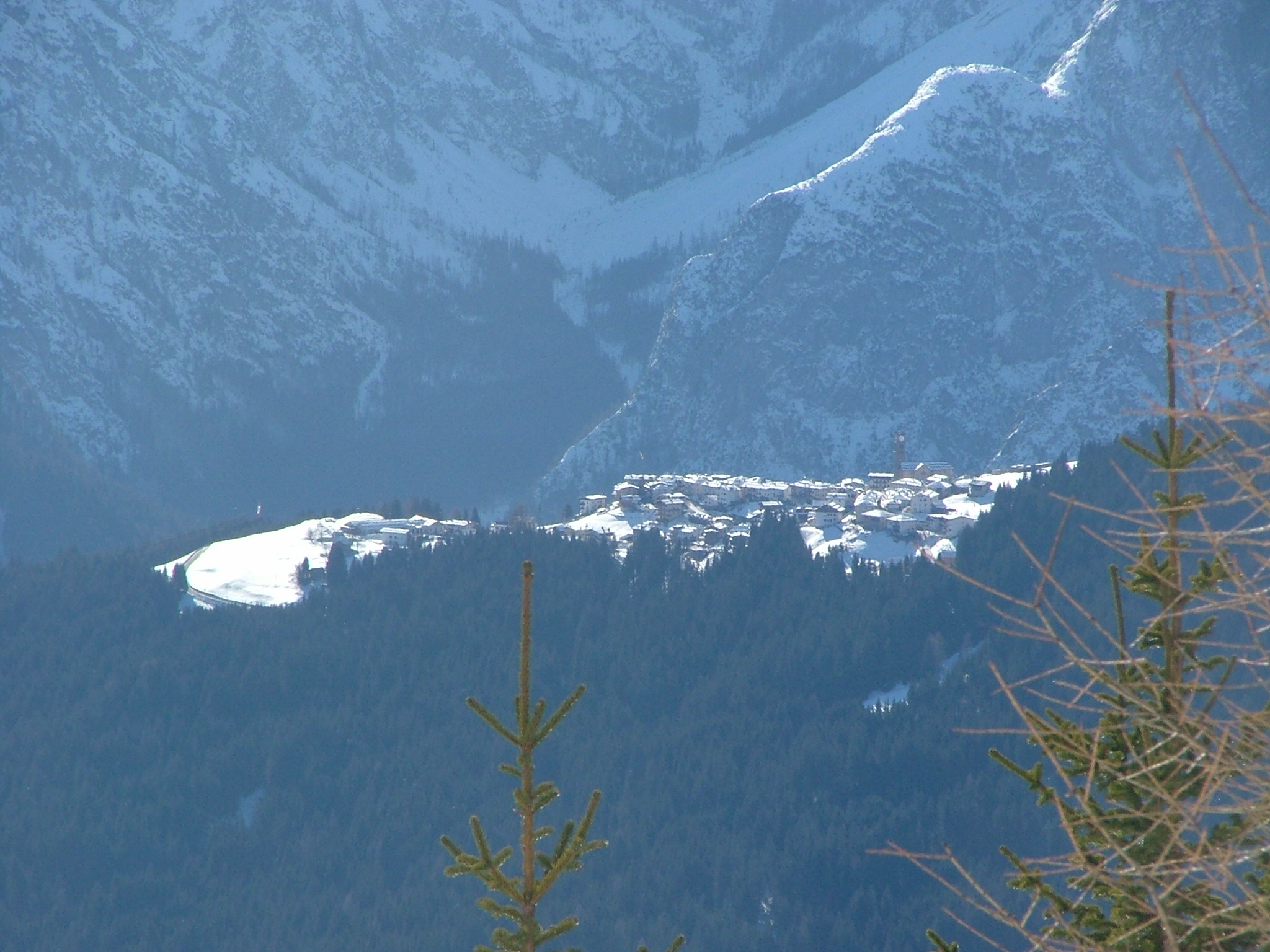
Danta di Cadore

Danta di Cadore (IPA: /ˈdanta di kaˈdore/; Danta in ladino, IPA: /ˈdanta/) è un comune italiano di 421 abitanti della provincia di Belluno in Veneto.

## Storia

### Simboli
Lo stemma comunale viene così descritto:
(Statuto comunale, art. 5)
Il primo partito è comune a tutti gli stemmi della zona e rappresenta lo stemma del Cadore.
Per quanto riguarda il gonfalone:
(Statuto comunale, art. 5)

## Monumenti e luoghi d'interesse

### Chiesa parrocchiale
La chiesa parrocchiale dei Santi Rocco e Sebastiano venne costruita alla fine del XVIII secolo, per poi essere ampliata tra il 1939 e il 1940.
Conserva all'interno una pala attribuita a Francesco Vecellio.

### Chiesa di Santa Barbara
Sorge discosta dal centro, in posizione panoramica.
Si tratta di un edificio recente che ha sostituito un sacello Settecentesco nella prima metà del XX secolo. L'antico "altariolo" fu realizzato nel 1702 dal pievano di Candide per proteggere il paese dai fulmini e dagli incendi (da qui l'intitolazione a Santa Barbara).
Il cantiere per la costruzione della chiesa fu aperto il 5 agosto 1913, ma i lavori procedettero a rilento per lo scoppio della Grande Guerra. Durante questo periodo l'opera era ancora priva della copertura e, anzi, venne gravemente danneggiata per l'insediamento di alcune installazioni antiaeree. L'altare venne finalmente consacrato il 19 dicembre 1921. Due anni dopo l'edificio veniva completato con le cinque statue di santi commissionate alla ditta Purger di Ortisei.
Il 16 luglio 2007 la chiesa è stata visitata da papa Benedetto XVI durante il suo soggiorno in Cadore.

### Museo paleontologico "Le Radici della Vita"
Si trova in via Roma, vicino al municipio, nella vecchia sede della Casa della Regola.
Il piccolo ma significativo museo, opera del naturalista Bruno Berti, presenta una serie di reperti fossili di notevole interesse, in parte donati dalla Fondazione Ligabue di Venezia. I reperti del museo ripercorrono la storia della vita dalle origini fino all'età della pietra. Tra i reperti spiccano uno straordinario scheletro perfettamente conservato di cucciolo di dinosauro, una zanna di mammut, un cranio di orso delle caverne, impronte di dimetrodonte (250 milioni di anni fa) e gocce di pioggia di 250 milioni di anni fa.

### Altri
- Torbiere di Danta
- Sentiero Frassati del Veneto

## Società

### Evoluzione demografica
Abitanti censiti

Il 31 dicembre 2008 si rilevavano 512 abitanti. Nel periodo 1º gennaio-31 dicembre 2008 si sono registrati 5 nati vivi (9,7‰) e 7 morti (13,6‰), con un saldo naturale di -2 unità (3,9‰). Le famiglie contano in media 2,2 componenti.
Durante il 14º censimento generale della popolazione e delle abitazioni, l'ISTAT rilevava una sola località abitata (Danta, appunto) con 550 abitanti; solo due persone vivevano in case sparse.

### Etnie e minoranze straniere
Il 31 dicembre 2008 si sono contati appena 5 residenti stranieri (1,0% del totale): quattro romeni e un marocchino.

## Amministrazione
| Periodo        | Periodo        | Primo cittadino        | Partito                          | Carica  | Note   |
| -------------- | -------------- | ---------------------- | -------------------------------- | ------- | ------ |
| 8 luglio 1985  | 1º giugno 1990 | Giuseppe Menia Bagatin | DC                               | Sindaco | [ 9 ]  |
| 2 luglio 1990  | 24 aprile 1995 | Giuseppe Menia Bagatin | DC                               | Sindaco | [ 10 ] |
| 24 aprile 1995 | 14 giugno 1999 | Luigino Menia Cadore   | centro-destra (liste civiche)    | Sindaco | [ 11 ] |
| 14 giugno 1999 | 14 giugno 2004 | Luigino Menia Cadore   | lista civica                     | Sindaco | [ 12 ] |
| 14 giugno 2004 | 8 giugno 2009  | Virginio Menia Cadore  | lista civica                     | Sindaco | [ 12 ] |
| 8 giugno 2009  | 26 maggio 2014 | Virginio Menia Cadore  | lista civica                     | Sindaco | [ 13 ] |
| 26 maggio 2014 | 27 maggio 2019 | Ivano Mattea           | lista civica Insieme per Danta   | Sindaco | [ 14 ] |
| 27 maggio 2019 | 10 giugno 2024 | Ivano Mattea           | lista civica Insieme per Danta   | Sindaco | [ 15 ] |
| 10 giugno 2024 | in carica      | Thomas Menia Corbanese | lista civica La Danta di domani! | Sindaco | [ 16 ] |

### Altre informazioni amministrative
Nel 1984 il comune ha modificato la propria denominazione aggiungendovi l'appellativo "di Cadore".